# Aníbal Benício de Toledo
Aníbal Benício de Toledo (Miranda, 21 de junho de 1881-Rio de Janeiro, 13 de julho de 1962) foi um advogado e político brasileiro.

## História
Nascido na então província de Mato Grosso mudou-se para o Rio de Janeiro, graduando-se bacharel em direito pela Faculdade Livre de Direito em 1906. Ao retornar ao Mato Grosso, alinhou-se aos políticos conservadores, tendo exercido diversos cargos entre magistrado e chefe de polícia, este último no governo de Pedro Celestino Corrêa da Costa. Após ingressar no Partido Republicano Conservador, elegeu-se deputado federal em 1912. Pelas próximas 6 legislaturas (1912-1929), representou o estado de Mato Grosso. Durante sua passagem pelo legislativo, tornou-se assessor e protegido do senador Antônio Francisco Azeredo.
Ficou famoso ao denunciar um suposto dossiê comunista em 1927. Apesar de andar pelos corredores da Câmara Federal com o tal dossiê embaixo do braço, nunca o apresentou oficialmente aos seus pares ou para a imprensa, optando por divulgar pequenos trechos-o que colocou em dúvida a veracidade do suposto dossiê. Por conta do suposto dossiê, foi um dos principais incentivadores da Lei Celerada e de mudanças na constituição para controlar o nascente movimento sindical e a imprensa.
Através de candidatura única (apoiada pelo senador Azeredo), elegeu-se governador de Mato Grosso em 1930. Porém por ser membro do grupo apoiador dos governos da República Velha (em especial de Washington Luís) e da chapa Julio Prestes/Vital Soares, acabou deposto pela Revolução de 1930 com pouco mais de 10 meses de mandato e substituído pelo interventor Major Sebastião Rabello Leite em 30 de outubro de 1930.